# Bahnhof Szczecin Glinki
Der Bahnhof Szczecin Glinki ist eine in Szczecin (Stettin) gelegene Betriebsstelle im Streckenkilometer 15,665 der Nebenbahn Szczecin Gł – Trzebież Szczeciński.

## Lage und Aufbau
Der Bahnhof liegt in Höhe der Grenze zwischen den Stettiner Stadtteilen Stołczyn (Stolzenhagen) und Kraśnica (Kratzwick), der seit 1947 gültige Name leitet sich von der nahegelegenen Siedlung Glinki ab. Das ehemalige Empfangsgebäude befindet sich an der ul. Kolejowa unweit der ul. Nad Odrą. Der Bahnhof verfügt über einen 200 Meter langen Mittelbahnsteig ohne Überdachung an den Gleisen 1 und 2, der über sowohl ebenerdig als auch über einen Personentunnel mit dem Empfangsgebäude verbunden ist. Für den Güterverkehr stehen drei weitere Ausweich- und Überholgleise zur Verfügung. Die leit- und sicherungstechnischen Anlagen werden vom Stellwerk Si aus gesteuert.

## Geschichte
Die Nebenbahn von Stettin nach Jasenitz sollte in erster Linie eine ganzjährige Verbindung der Anrainerortschaften sicherstellen, da diese ihren Güterverkehr bis dahin vornehmlich über die Oder abwickelten. Nach zweijähriger Bauzeit konnte der Abschnitt Züllchow – Pölitz am 1. Oktober 1898 für den Gesamtverkehr eröffnet werden. Der Bahnhof ging am gleichen Tag für den Personen- und Güterverkehr, ausgenommen Fahrzeuge und Tiere, in Betrieb. Im Dezember 1907 folgte die Umbenennung in Stolzenhagen-Kratzwieck.
Bis 1908 siedelten sich in Bahnhofsnähe das Eisenwerk Kraft und die Union Fabrik chemischer Produkte an, die zu einem so starken Berufsverkehr führten, dass 1913 ein Bahnsteigtunnel gebaut werden musste.
Bereits vor dem Ersten Weltkrieg begann die seit der Eröffnung zuständige Königliche Eisenbahndirektion Stettin mit dem Grunderwerb für den zweigleisigen Ausbau der Strecke, der 1918 auf den Abschnitt Pommerensdorf – Kratzwieck – Cavelwisch (seit 1929 Odermünde) begrenzt wurde. 1925 richtete die Reichsbahndirektion Stettin dann eine Eisenbahnbauabteilung ein, die den zweigleisigen Ausbau vorantreiben sollte. Dabei wurden in Stolzenhagen-Kratzwieck unter anderem zwei Stellwerke neu errichtet, die die Türme aus der Eröffnungszeit ersetzten. In einem Bericht vom Sommer 1932 stellte die RBD Stettin der Hauptverwaltung der Deutschen Reichsbahn den Bahnhof vor. Dieser bestand aus einem oberen Teil mit zwei 600 Meter langen Kreuzungsgleisen, einem 380 Meter langen Überholgleis und einem Aufstellgleis einerseits und einem unteren Teil mit der Ladestraße, einigen Nebengleisen und den Anschlussgleisen zur Düngemittelfabrik der Union AG und der Eisenwerke Kraft. Starker Güterverkehr waren im Frühjahr bei Auslieferung der Düngemittel und bei Niedrigwasser der Oder zu verzeichnen. In diesem Fall bezog die Feldmühle in Odermünde ihre Kohlen über die Bahn. Die Übergabezüge wurden in Stolzenhagen-Kratzwieck gebildet. Im März 1932 waren täglich rund 160 Wagen pro Tag im Ausgang Richtung Odermünde zu verzeichnen. Am 20. Mai 1942 nahm die Reichsbahn den zweigleisigen Betrieb zwischen Stolzenhagen-Kratzwieck und Odermünde auf. Der Abschnitt von Stolzenhagen-Kratzwieck bis Züllchow ging vermutlich bis Ende 1942 in Betrieb, womit die Gesamtstrecke Stettin – Pölitz zweigleisig befahrbar war. 1939 wurde Stolzenhagen nach Stettin eingemeindet, der Bahnhof lag fortan auf Stettiner Gebiet.
Aufgrund der Grenzziehung nach dem Zweiten Weltkrieg kam der Bahnhof zu Polen. Der Bahnhof erhielt zunächst den Namen Stolec Krawcz, ab dem 1. Februar 1947 dann Glinki Kraśnica und ab dem 16. Juli 1947 dann den aktuell noch bestehenden Namen Szczecin Glinki. Vermutlich wurde das zweite Streckengleis kurz nach Kriegsende als Reparationsleistung durch die Sowjetunion abgebaut. Mitte der 1960er Jahre baute die PKP die Strecke bis Jasienica erneut zweigleisig aus, 1982 folgte die Elektrifizierung mit 3 kV Gleichspannung.
In den 1990er Jahren dünnte die PKP den Fahrplan zunächst aus, ab Mai 2000 waren nur noch sechs Zugpaare zwischen Szczecin Główny und Police, davon drei bis Trzebież Szczeciński, vorgesehen. Am 1. Oktober 2002 folgte dann die offizielle Einstellung des Personenverkehrs auf der Strecke. Das zweite Gleis wurde nach der Einstellung wieder abgebaut. Das Empfangsgebäude wurde als Wohnung umgenutzt. Der Bahnhof weist gegenwärtig das höchste Rangieraufkommen entlang der Strecke auf. Anschließer sind die Düngemittelfabrik Fosfan und die Papierfabrik Skolwin.

## Ausblick
Im Rahmen des Projekts Szczecińska Kolej Metropolitalna soll der Bahnhof für den Personenverkehr wieder geöffnet werden. Der ursprünglich 200 Meter lange Mittelbahnsteig soll auf 130 Meter Länge modernisiert und auf 50 Meter Länge überdacht werden. Der Zugang soll über den vorhandenen Personentunnel erfolgen. Die in der ul. Nad Odrą gelegene Bushaltestelle soll sich künftig in der ul. Kolejowa befinden. Es ist eine Umbenennung in Szczecin Stołczyn vorgesehen.